# Фармбахер, Вильгельм
Вильгельм Фармбахер (нем. Wilhelm Fahrmbacher, 19 сентября 1888 — 27 апреля 1970) — немецкий военачальник, генерал артиллерии, участник Первой и Второй мировых войн, кавалер Рыцарского креста Железного креста.

## Биография
Начал службу в Королевской баварской армии общегерманских войск 18 июля 1907 года в качестве кадета. 
Участвовал в Первой мировой войне в чине лейтенанта, затем обер-лейтенанта, был ранен, к 1917 году награжден обоими Железными крестами. 22 марта 1918 года произведен в капитаны. 
После поражения — в пограничной охране, затем в рейхсвере. С 1 февраля 1932 года — подполковник. 1 апреля 1934 года произведен в полковники, 1 августа 1937 года — в генерал-майоры. 1 марта 1938 года назначен командиром 35-го командования артиллерии (Арко 35), с августа 1938 года — командир 5-й пехотной дивизии, 1 июня 1939 года произведен в генерал-лейтенанты. 
В начале Второй мировой войны командовал своей дивизией на Западе, участвовал во Французской кампании, 24 июня 1940 года награжден Рыцарским крестом Железного креста. 20 октября 1940 года назначен командующим VII армейским корпусом, получил звание генерала артиллерии. 
Во главе своего VII корпуса участвовал в войне против СССР, отличился в Белостокско-Минском сражении, при взятии Могилёва и в боях за Рославль. В битве за Москву командовал VII армейским, действовавшим в районе Минского шоссе. 7 января 1942 года отправлен в отпуск по болезни. 
1 мая 1942 года назначен командующим XXV армейским корпусом, дислоцировавшимся на севере Франции. Захвачен американскими войсками в 1945 году, передан французским войскам и находился в плену до 1950 года. 
После освобождения служил в качестве военного советника в Египте.

## Публикации
- Wilhelm Fahrmbacher: Lorient. Entstehung und Verteidigung des Marine-Stützpunktes 1940/1945. Prinz-Eugen-Verlag, Weissenburg 1956.